# Sakhalinka (Pervomaiski)
|  | Per a altres significats, vegeu «Sakhalinka». |

Sakhalinka (en rus: Сахалинка) és un poble de l'óblast de Tomsk, a Rússia, que el 2010 tenia 160 habitants. Fundada l'any 1905. L'any 1926 constava de 95 granges, la població principal eren russos. Com a part del consell del poble de Sergeevsky del districte de Zachulymsky del districte de Tomsk a la regió de Sibèria.